# ناحیه بانکر هیل، میشیگان
ناحیه بانکر هیل (به انگلیسی: Bunker Hill Township) یک منطقهٔ مسکونی در ایالات متحده آمریکا است که در شهرستان اینگام، میشیگان واقع شده‌است.
 ناحیه بانکر هیل ۸۵٫۲۹ کیلومتر مربع مساحت و ۲٬۱۱۹ نفر جمعیت دارد و ۲۸۶ متر بالاتر از سطح دریا واقع شده‌است.